# Aïe
Aïe è un film del 2000 diretto da Sophie Fillières.